# 윤준희
윤준희(2000년 3월 31일 ~ )는 대한민국의 전 오버워치 프로게이머이다. 아이디는 Rachel, 포지션은 DPS이며 2018년부터 2019년까지 중국과 북미 컨텐더스에서 활동하다 2019년 7월 11일 은퇴했다.

## 소속팀
- Team SMG Legend
- Liquid Esports

## 수상 내역
- 2018 오버워치 컨텐더스 차이나 정규시즌 MVP
- 2018 오버워치 컨텐더스 올해의 신인상